# 前武装党卫队老兵互助会

前武裝黨衛隊老兵互助會標誌

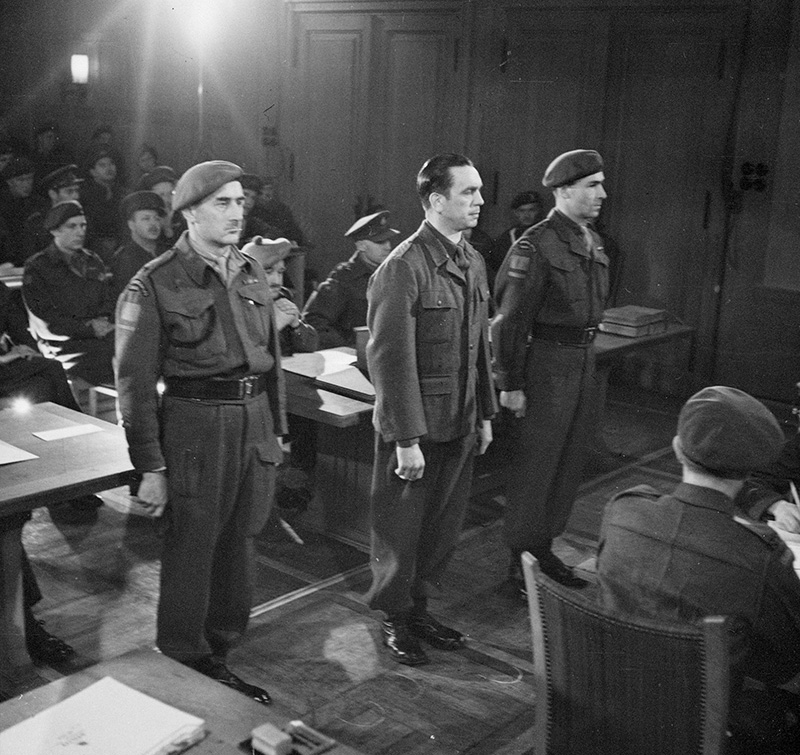
1945年12月，前党卫队军官库尔特·迈尔因战争罪行受审

前武装党卫队老兵互助会（德語：Hilfsgemeinschaft auf Gegenseitigkeit der Angehörigen der ehemaligen Waffen-SS，通稱「HIAG」） 是由武装党卫队前军官于1951年组建的德国二战老兵组织。

## 历史
HIAG由前武装党卫队少将奥托·库姆组建，自称是旨在“维系传统的协会”，主要为老兵提供帮助，并争取为武装党卫队的合法身份平反，以为其前成员取得老兵养老金。不同于德国国防军的退伍军人，由于武装党卫队在第二次世界大战后被认为是犯罪组织，其成员无法获得养老金。
1959年，前武装党卫队少将库尔特·迈尔成了HIAG的发言人。他公开宣称该组织成员与纳粹罪行无关，然而该组织的一些成员，诸如奥托·库姆、約瑟夫·迪特里希、理查德·舒尔兹·科森（Richard Schulze-Kossens）和古斯塔夫·隆巴德都被宣判为战犯。这些部队长官都没有被排除参与骷髅总队或是盖世太保暴行的可能。
HIAG组织在20世纪60年代达到其顶峰。当时生活在西德的约25万前党卫队成员中，有大约8%参加了HIAG组织。这一组织旨在改变公众对武装党卫队的看法，意图让公众认为武装党卫队只是普通的作战部队，甚至是精英部队。该组织还宣扬军国主义和历史修正主义。德国联邦宪法维护厅将该组织视为极右派组织予以监控。
20世纪80年代，针对这一组织的反对声音越来越多。该组织最终于1992年解散，其最后一任主席是党卫队中校胡伯特·迈尔，他曾经服役于党卫队第12装甲师，并在2012年11月16日离世前是最后一位健在的党卫军师级指挥官。不过，由奥地利极右翼记者艾里希·科恩始创的HIAG组织刊物 Der Freiwillige（志愿者）直至今日仍在出版。

## 資料來源
1. ↑  Karsten Wilke: Die »Hilfsgemeinschaft auf Gegenseitigkeit« (HIAG). Veteranen der Waffen-SS in der Bundesrepublik. Schöningh, Paderborn 2011, ISBN 978-3-506-77235-0, S. 78.

## 外部連結
- （德文）University of Bielefeld research project （页面存档备份，存于）